# ماینراد بوسلینگر
ماینراد بوسلینگر (انگلیسی: Meinrad Busslinger؛ زادهٔ ۳۰ ژوئیهٔ ۱۹۵۲) دانشمند در زمینه زیست‌شیمی اهل سوئیس است.